# زباد نخلی طلایی
زباد نخلی طلایی (نام علمی: Paradoxurus zeylonensis) نام  یک گونه از سرده ناسازنماها است.